# Bienenkorbhaus

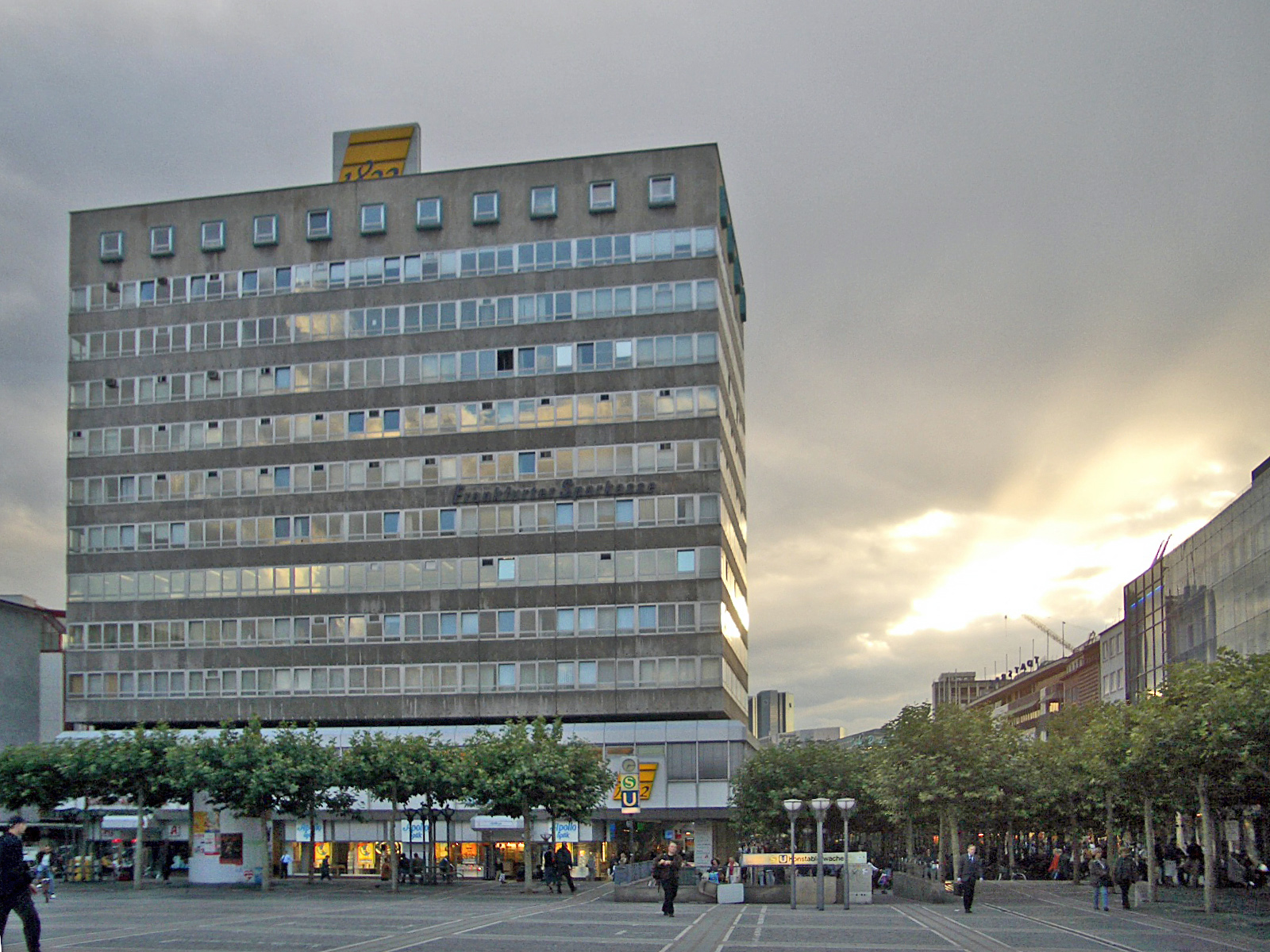
Das Bienenkorbhaus an der Konstablerwache, Frankfurt/M. (2006)

Das Bienenkorbhaus ist ein Büro- und Geschäftshaus der 1950er Jahre in Frankfurt am Main und eines der frühen Hochhäuser der Stadt. Es steht seit 2014 unter Denkmalschutz und befindet sich an der Ecke von Zeil und Fahrgasse, genau an der Stelle, wo sich bis 1866 die Konstablerwache befand, welcher der gleichnamige Platz seinen Namen verdankt. Das Haus wurde 1953–54 erbaut, Architekt war Johannes Krahn, Bauherr die Frankfurter Sparkasse von 1822, deren damaliges Logo, ein Bienenkorb, Grund der Namensgebung war.

## Vorgeschichte
Das Grundstück (heute Zeil 65-69) war seit dem späten Mittelalter der Standort des Zeughauses der Freien Reichsstadt, das 1753 durch Stadtbaumeister Lorenz Friedrich Müller um ein barockes Wachgebäude erweitert wurde, die eigentliche Konstablerwache. Diese wurde schon 1822 wieder abgerissen, das gotische Zeughaus musste 1887 dem damaligen Bauboom von gründerzeitlichen Geschäftshäusern auf der Zeil weichen. In dem Gebäude Nr. 69 ereignete sich im Jahr 1904 ein spektakuläres Verbrechen. Der Mord an dem Klavierhändler Hermann Lichtenstein war ein Raubmord, der am 26. Februar 1904 in Frankfurt am Main begangen wurde. Historisch bedeutend an der Aufklärung des Falles war, dass dabei erstmals in Deutschland ein Täter mit Hilfe der Daktyloskopie aufgrund seines Fingerabdrucks überführt wurde.
Die gründerzeitlichen Gebäude wurden bei den Luftangriffen im März 1944 weitgehend zerstört. Unmittelbar nach Kriegsende wurde der Geschäftsbetrieb in eingeschossigen Notbauten wiederaufgenommen, die nun der Baustelle des Sparkassen-Hochhauses weichen mussten.
Während der Wiederaufbauplanungen beschloss die Stadt, zwischen der neu durch die östliche Innenstadt trassierten Süd-Nord-Achse (der heutige Straßenzug Kurt-Schumacher- und Konrad-Adenauer-Straße) und der dazu parallelen (rund 100 Meter westlich verlaufenden) bisherigen Hauptstraße Fahrgasse – Große Friedberger Straße einen großen Platz anzulegen, der ein „Gegenstück“ zum Hauptwachenplatz am westlichen Ende der Zeil bilden sollte.

## Planung und Bau
Dieser Planung folgte Krahns Entwurf des Bienenkorbhauses, dessen Hauptfassade nicht zur Zeil, sondern nach Osten zur Fahrgasse hin weist. Dies ergab jedoch nur Sinn, wenn die gegenüberliegende Bebauung der recht schmalen Fahrgasse zugunsten des neuen Platzes aufgegeben würde, was dann auch geschah. Das Bienenkorbhaus bildet seitdem die westliche Platzwand des Konstablerwachen-Platzes, das dominierende Bauwerk dieses städtischen Raums und den städtebaulichen und funktionalen Gelenkpunkt zwischen der Einkaufsstraße und dem neuen Stadtplatz.
Krahns Entwurf wurde im Zuge eines von der Bauherrin ausgelobten Architektenwettbewerbs aus 52 eingesandten Arbeiten ausgewählt. Als Vorbild diente vermutlich das Lever House in New York. Die Bauarbeiten verliefen sehr zügig und dauerten nur sieben Monate. Am 6. August 1954 wurde das Haus eröffnet.
1956 wurde eine acht Meter hohe, drehbare Leuchtreklame in Form eines gelben Bienenkorbs auf dem Dach des Hauses montiert, die dazu führte, dass das „Hochhaus Passage zum Bienenkorb“ von den Frankfurtern schlicht „Bienenkorbhaus“ genannt wurde.

## Das Gebäude

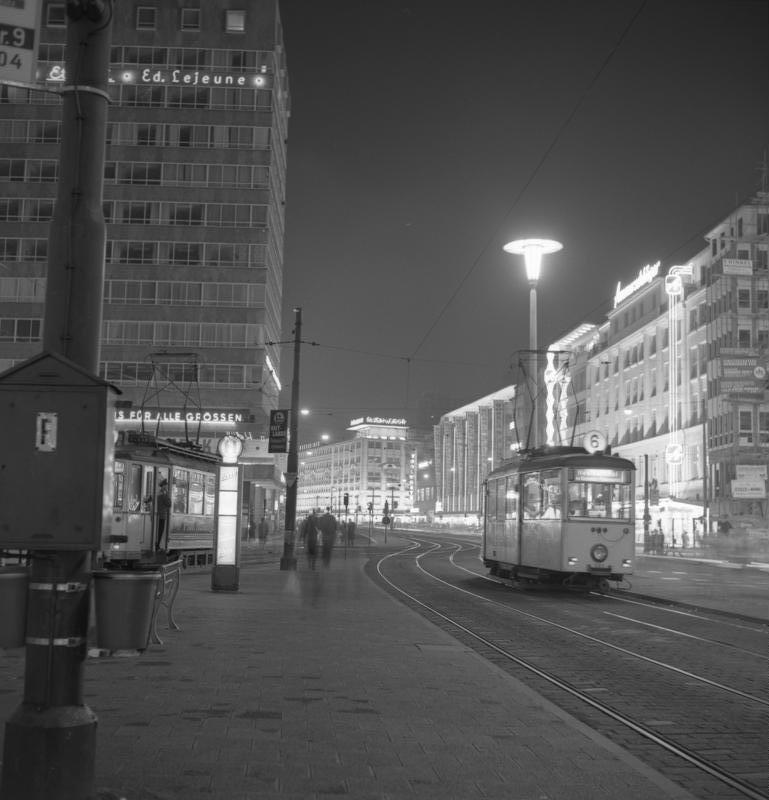
Das Bienenkorbhaus (links), 1960

Das zur Fahrgasse hin orientierte Hochhaus gehörte mit einer Höhe von 43 Metern zu den höchsten Bauten im Nachkriegsfrankfurt. Es handelt sich um eine Stahlbetonkonstruktion mit zwölf Geschossen. Zu ihm gehört ein dreigeschossiger, zur Zeil hin gewandter Baukörper. Die Erdgeschosse und ersten Obergeschosse beider Bauten enthielten eine Ladenpassage, in der unter anderem die neue Hauptstelle der Sparkasse ihr Domizil fand. Zu den Mietern der Ladengeschäfte zählten Radio Diehl, Quelle, das Schuhhaus Salamander (heute in Haus 113) und ein traditionsreiches Geschäft für Koffer und Lederwaren – „Leder Gabler“ (heute zwei Parallelstraßen weiter in der Töngesgasse). Die Obergeschosse wurden durch Büros genutzt, unter anderem war hier der S. Fischer Verlag beheimatet. Im obersten Stockwerk gab es einige Wohnungen.
Die Obergeschosse des Hochhausriegels ragen über die südliche Fluchtlinie der Zeil hinaus. Vier Stützen bilden vor dem zurückgesetzten Erdgeschoss einen Laubengang, der vor der Umwandlung der Zeil in eine Fußgängerzone in diesem Bereich den südlichen Gehsteig aufnahm. Die neun Büroetagen sind von einem durchgängigen horizontalen Fensterband umgeben, während die Wohnetage über quadratische Einzelfenster verfügt.

## Erster und zweiter Umbau
Im März 1981 geriet das Bienenkorbhaus durch einen Kurzschluss in einem Schaufenster in Brand und wurde danach komplett saniert, wobei man auch die Fassade veränderte: Die filigranen Stahlfensterrahmen wurden durch breite Aluminiumrahmen ersetzt und das Sockelgeschoss wurde mit Aluminiumelementen verkleidet.
Im Dezember 2004 wurde der Kauf des Gebäudes neben 56 weiteren Objekten der Sparkasse durch die DIC-Immobiliengruppe und einem Immobilienfonds der Morgan Stanley bekanntgegeben. Die Sparkasse ist weiterhin als Hauptmieter in dem Gebäude geblieben.
Im September 2007 begann nach Plänen des Frankfurter Büros KSP Engel und Zimmermann der erneute Umbau des Hauses für rund 75 Millionen Euro. Fassadenanbauten aus der Zeit der ersten Sanierung in den 1980er Jahren wurden wieder entfernt. Damit soll die Ästhetik der 1950er Jahre betont werden. Der Bauteil an der Zeil wurde abgerissen und durch einen sechsgeschossigen Neubau ersetzt, dessen dunkle Fassade im Kontrast zur hellen Fassade des Hochhauses steht, durch seine im Vergleich zum bisherigen Bauteil doppelte Stockwerkzahl aber die Traufhöhe des benachbarten Kaufhauses Peek & Cloppenburg aufnimmt. Damit erhält einerseits die Zeil an dieser Stelle eine geschlossenere städtebauliche Gestalt, andererseits wird (wie auch durch die Farbgebungen der Fassaden) das quergestellte und über die Fluchtlinie herausragende Hochhaus noch mehr als bisher betont.
Die ursprünglich am Bau angebrachten Abbildungen zeigten auch eine Sanierung der Fassade, diese blieb jedoch aus und wurde nur gereinigt. Nur das Sockelgeschoss wurde entkernt und saniert, und dem neuen Anbau angepasst.
Am 24. April 2009 wurde das Haus wiedereröffnet.
Neben 7.000 Quadratmetern Bürofläche verfügt das Gebäude nun über 3.500 Quadratmeter Ladenfläche. Im Anbau eröffnete das Schuhhaus Görtz als Hauptmieter auf drei Etagen (2.400 Quadratmeter) einen sogenannten Flagshipstore. Nebenan betreibt die Frankfurter Sparkasse auf zwei Etagen ihre größte Filiale im Stadtgebiet. Des Weiteren befindet sich im Erdgeschoss eine Apotheke.
2012 verkaufte die DIC Asset AG das Haus für rund 75 Millionen Euro an die US-amerikanischen RFR Holding GmbH der deutschstämmigen Immobilien-Investoren Aby Rosen und Michael Fuchs.